# Joshua Nolet
Joshua Nolet (Lissabon, 12 april 1988) is een Nederlands zanger.

## Biografie
Joshua Nolet bracht zijn vroege jeugd door in Portugal, waar hij met zijn familie in een Engelstalige commune woonde. 
Later vestigden zijn ouders zich in Haarlem, alwaar hij zijn carrière begon bij de Haarlemse band FunkAbilities. Hij werd bekend met de band Chef'Special, waar hij sinds 2008 de voorman van is. Ze scoorden met In Your Arms in 2014 een grote hit.
In 2018 zong hij samen met Kraantje Pappie het nummer Liefde in de lucht, dat in Nederland hoog in de hitlijsten terecht kwam.
In 2020 kwam een nieuw album van Chef’Special uit. De teksten op dit album hebben een autobiografisch karakter. De thema’s verlies en depressie komen voor op dit album. Dit mede omdat hij ook een moeilijke periode achter de rug heeft.

## Deelname in televisieprogramma's
Joshua Nolet deed in 2019 samen met Susan Visser mee aan aflevering 3 van seizoen 4 van het tv-programma De gevaarlijkste wegen van de wereld.
Nolet was deelnemer in het 21e seizoen van Wie is de Mol? Nolet viel in de vijfde aflevering als vijfde kandidaat af.
In 2024 was Nolet te gast in het televisieprogramma Dit was het nieuws.